# Interaction design in ambienti e-learning
L’interaction design in ambienti e-learning riveste interesse strategico per quelle istituzioni educative che vogliano trasporre parte delle offerte didattiche previste dal proprio progetto educativo mediante la proposta di piattaforme e applicazioni in ambienti di e-learning. 
L'uso di tecnologie informatiche a supporto dell'insegnamento costituisce un'area di grande interesse sia per esperti dell'educazione, che per figure professionali interessate a realizzare piattaforme software, in cui insegnanti, tutor e studenti svolgeranno le loro attività. Ma in questo processo si sta sviluppando una terza competenza, che interviene nella progettazione degli ambienti per l'insegnamento e l'apprendimento, capace di renderne più intuitivi e piacevoli l'esplorazione, l'uso e la personalizzazione.

## Ambienti e-learning: integrazione e interattività
Il sistema con cui l'utente interagisce è una parte essenziale del processo che conduce all'apprendimento. Esso va progettato rispettando sia i principi di usabilità, che quelli relativi all'esperienza d'uso, al fine di rendere l'esperienza dell'utente più piacevole, divertente, coinvolgente, utile e motivante.
L'integrazione offerta dai nuovi media, il multimediale, ha conseguenze principalmente per la percezione e la cognizione degli studenti. L'aggiunta di nuovi tipi di dati a quelli tradizionali di testo e numeri aumenta le possibilità che maggiore attenzione venga data al soggetto e consente un'elaborazione più intensiva e una migliore memorizzazione. Queste opportunità possono migliorare ulteriormente se i tipi di dati sono combinati in modo didatticamente appropriato.
L'interattività dei nuovi media consente una forma più attiva e indipendente di apprendimento:  gli studenti sono in grado di manipolare le caratteristiche dello studio (ordine, velocità, contenuti), imparano esplorando e sperimentando in ambienti aperti e altamente stimolanti. Inoltre il materiale per i corsi usato nell'educazione multimediale è estremamente adatto alla visualizzazione, modellizzazione e simulazione dell'informazione, producendo esperienze molto valide.
Nei corsi online l'orientamento dominante deve essere proprio la creazione di forme e metodologie di apprendimento ad alto coinvolgimento, sviluppate in un contesto collaborativo, con attività orientate allo sviluppo di progetti che abbiano un riscontro pratico.

## Progettare l'interattività: il discente al centro del processo
L'interfaccia di un corso di e-learning è funzionale rispetto alla qualità dell'apprendimento. I progettisti di questi ambienti dovranno dunque occuparsi di creare interfacce interattive che siano in linea con i contenuti e con le finalità didattiche del corso e che, possibilmente, riescano a coinvolgere e mettano in moto la mente dell'utente/studente.
Nasce la necessità forte di realizzare sistemi e interfacce che pongano lo studente al centro del percorso didattico e ne convoglino continuamente l'attenzione, richiedendo una continua interazione. Tradotto in pratica, occorre fare in modo che all'interno di un percorso didattico tutto, o quanto più possibile, accada solo in conseguenza di un preciso intervento del discente.  Si potrebbe addirittura arrivare a ipotizzare percorsi didattici personalizzati, in cui tutto l'ambiente muta a seconda delle interazioni dello studente e si adatta alle esigenze formative evidenziate momento per momento.
Progettare un ambiente per l'e-learning significa comunque affrontare un percorso non lineare, in cui ci si confronta continuamente con la complessità della situazione formativa. Siamo dinanzi a un processo ricorsivo, aperto a continue integrazioni.

## Principi di progettazione
Tuttavia oggi sono disponibili alcuni principi di progettazione che aiutano almeno a determinare cosa un utente dovrebbe vedere e poter fare nel corso dello svolgimento di una certa attività:
- Rendere le cose visibili: più le funzioni del sistema sono visibili, più l'utente avrà chiaro cosa fare e farà progressi nell'apprendimento.
- Fornire feedback: è necessario che le applicazioni di un corso online forniscano informazione di ritorno per confermare che una certa attività è stata svolta correttamente e permettere allo studente di continuare nello svolgimento delle sue attività.
- Fornire vincoli: nasce dall'esigenza di limitare le possibilità di interazione per impedire all'utente di commettere errori o scegliere azioni inappropriate.
- Fornire un mapping naturale: tutti gli artefatti hanno una qualche sorta di mapping fra il modo in cui si usano e gli effetti che producono.
- Garantire la consistenza: adottare regole, come ad esempio utilizzare la stessa operazione per la selezione degli oggetti. Questo permette una maggiore facilità di apprendimento e d'uso, in quanto gli utenti dovranno imparare un solo modo di fare le cose, applicabile poi a tutti i tipi di operazioni.
- Fornire affordance: progettare interfacce in modo che sia chiaro all'uente come utilizzarle.
- Definire gli obiettivi  : individuare la meta da raggiungere è l'elemento più importante per aiutare l'utente nel suo percorso di apprendimento

## Principi di usabilità
Esiste una reale necessità di creare piattaforme usabili. Per realizzare un sistema interattivo efficace è necessario applicare i principi di usabilità che, per l'e-learning, non sono diversi da quelli applicati ad altri sistemi interattivi. Eccone alcuni:
- rendere visibile lo stato del sistema,
- creare relazioni fra il sistema e il mondo reale,
- abilitare il controllo dell'utente e lasciargli libertà,
- essere consistenti e seguire gli standard,
- aiutare l'utente a riconoscere, diagnosticare e correggere gli errori,
- prevenire gli errori,
- aiutare il riconoscimento, piuttosto che il ricordo,
- garantire flessibilità ed efficienza d'uso,
- adottare un design esteticamente accattivante e minimalista,
- fornire aiuti ed istruzioni.

Inoltre uno dei principali principi da rispettare è la semplicità.

## Fasi di progettazione
Progettare l'interazione è mestiere nuovo, e occorre fornire opportuni strumenti, sia metodologici che concettuali, al progettista. In questo processo si possono individuare alcune fasi che non si svolgono in sequenza, ma piuttosto si sovrappongono e si svolgono durante tutta la sua durata.

### Identificazione dello spazio del problema
Avere una comprensione chiara di cosa, perché e come si sta progettando e definire nei dettagli il retroterra del progetto didattico, prima di iniziare lo sviluppo vero e proprio, può far risparmiare enormi quantità di tempo e impegno successivi. 
In generale, nella fase iniziale di progettazione, è importante definire lo spazio del problema, cioè concettualizzare il prodotto che si vuole creare, esplicitando i presupposti e gli obiettivi impliciti, e quindi cogliendo i punti deboli e i punti di forza delle idee che si hanno. Definire lo spazio del problema permette di elaborare la struttura generale di ciò che verrà costruito e di come verrà reso disponibile agli utenti.

### Identificazione dei requisiti
Una volta definito lo spazio del problema si passa a definire i requisiti principali. Per fare questo, occorre innanzitutto definire con esattezza le caratteristiche dei destinatari del progetto (target audience), così come le caratteristiche di tutti gli attori coinvolti: raccogliere più informazioni possibili sugli utenti e identificare i loro bisogni, stabilire in dettaglio gli obiettivi didattici, sia del progetto nel suo complesso, che relativamente a ciascuna unità didattica e stabilire che tipo di modello didattico utilizzare, tenendo conto degli obiettivi e della tipologia dei destinatari.
Partendo da questi obiettivi, si possono produrre dei requisiti consolidati che formino una base solida da cui partire, per cominciare a progettare soluzioni di design. I requisiti riguardano in particolare le funzionalità  del sistema da progettare:
- requisiti funzionali: quello che deve fare;
- requisiti dei dati: il tipo di dati da utilizzare;
- requisiti del contesto d'uso: il contesto (ambiente fisico, contesto sociale, ambiente organizzativo e tecnico) in cui ci si aspetta che opererà il prodotto;
- requisiti utente: le caratteristiche del gruppo di utenti di riferimento, delle loro abilità e competenze;
- requisiti di usabilità’: obiettivi di usabilità e relativi all'esperienza e relative misure.

Per raccogliere questi dati ci sono diverse tecniche, che vanno dai questionari, alle interviste, ai workshop, alle osservazioni sul campo. Nella progettazione di un ambiente e-learning è necessario scegliere una di queste tecniche in base alla dislocazione sul territorio e alla raggiungibilità degli utenti. Ad esempio, se gli utenti saranno i dipendenti dell'azienda che ci ha commissionato il lavoro, si possono usare le osservazioni sul campo e le interviste, ma se il progetto è rivolto ai futuri utenti di un'Università, che non è possibile raggiungere di persona, allora saranno più adatti i questionari (magari online).
Una volta raccolti questi dati, è auspicabile iniziare subito la fase di interpretazione, cui seguirà un'analisi più approfondita. In generale l'attività di definizione dei requisiti viene iterata varie volte prima che si arrivi a stabilire un insieme stabile di requisiti.

### Realizzazione di prototipi e di modelli concettuali
Sulla base di quanto emerge dalle analisi precedenti, si deve stabilire e definire in dettaglio il modo in cui i contenuti del progetto verranno complessivamente resi usufruibili.
Dopo la raccolta delle informazioni che determinano la definizione dei requisiti e lo sviluppo di un'idea precisa circa quello che il sistema dovrebbe o non dovrebbe fare, arriva il momento di dar forma alle nostre idee, costruendo prototipi, rappresentazioni parziali di un progetto che permettono agli utenti di interagire con alcune delle funzionalità del sistema che si vuole creare, ed esplorarne l'appropriatezza.
Riguardo alle applicazioni per e-learning, si possono realizzare prototipi con storyboard, o semplici schizzi, o utilizzando cartoncini da schedario per rappresentare ogni schermata. Se si hanno tempo e risorse, si possono anche realizzare prototipi “ad alta fedeltà”, utilizzando direttamente il software che si utilizzerà nella versione definitiva.
Per muovere i primi passi verso la progettazione vera e propria è necessario sviluppare un modello concettuale.
I modelli concettuali rappresentano la descrizione del sistema in termini di idee e concetti integrati sul suo funzionamento e sul modo in cui dovrebbe presentarsi per essere comprensibile dagli utenti. È necessario decidere dall'inizio cosa faranno gli utenti durante l'esecuzioni delle attività e dunque lo stile di interazione da usare. Si tratta di recuperare informazioni dettagliate sui bisogni dell'utenza e sui problemi che gli utenti incontrano nello svolgere le attività. Una parte fondamentale dello sviluppo di un modello concettuale è determinare se le idee generali su come il sistema dovrebbe apparire e comportarsi saranno comprese dagli utenti nel modo che avevamo previsto. 
Uno degli aspetti principali in questa fase riguarda la scelta della tecnologia utilizzare: multimediale, web, realtà virtuale, e di conseguenza quali strumenti di input e output sono più adatti alla situazione.
Si deve poi decidere quali sono i flussi di comunicazione tra il sistema e l'utente, come le informazioni devono essere strutturate, collegate, presentate, tenendo in considerazione i processi cognitivi coinvolti nell'interazione tra l'utente e il sistema, in particolare l’attenzione e la memoria.

### Alcune raccomandazioni, prima della realizzazione fisica
È importante per il progettista di ambienti e-learning,  tenere in considerazione i processi cognitivi coinvolti nell'interazione tra l'utente e il sistema e in particolare l'attenzione e la memoria. 
L'attenzione riguarda la selezione degli oggetti sui quali ci si concentra in un dato momento tra quelli disponibili. Il suo grado di efficacia dipende dagli obiettivi personali (sapere esattamente cosa si deve cercare) e dal modo in cui le informazioni vengono presentate, se vengono percepite nella maniera desiderata, ecc.
Principali raccomandazioni:
- rendere salienti le informazioni quando si vuole che vengano consultate per una data attività, attraverso tecniche di grafica animata, colori, sottolineature, ordinamento degli elementi, ecc.;
- evitare di affollare l'interfaccia con troppe informazioni o di utilizzare colore, suono o grafica in modo eccessivo, per non creare distrazione e noia, anziché concentrazione sulle informazioni rilevanti;
- utilizzare interfacce chiare;
- utilizzare icone che permettano agli utenti di capirne all'istante il significato;
- fare in modo che il testo sia sempre leggibile e distinguibile dallo sfondo.

L'altro processo cognitivo, la memoria, implica il recupero di differenti forme di conoscenza che ci permettono di agire propriamente. La creazione di supporti per gestire la conoscenza dà la possibilità di non impegnare in maniera eccessiva la memoria, permettendole di agire secondo il meccanismo del "riconoscimento", e non attraverso il richiamo completo di tutte le informazioni memorizzate. Progettare degli strumenti di “esternalizzazione” delle conoscenze permette anche di capire quali siano le cose da imparare (e quindi internalizzare), e quali invece possano essere dimenticate o recuperate in seguito.  Per decidere quale delle informazioni internalizzare, il nostro sistema cognitivo utilizza un processo di filtraggio.
Principali raccomandazioni:
- non sovraccaricare la memoria degli utenti con procedure complicate per lo svolgimento delle attività;
- progettare interfacce che sfruttino il riconoscimento, piuttosto che il recupero, utilizzando menu, icone e oggetti collocati in maniera coerente;
- fornire agli utenti una varietà di modi diversi per codificare le informazioni elettroniche.

Altre raccomandazioni che possono guidare il design sono:
- Cercare la consistenza: ad esempio mantenere in ogni scherma la stessa posizione del menu di navigazione principale (in alto a sinistra per il mondo occidentale; in alto a destra se è per i mediorientali; in relazione all'immagine se orientale)
- Consentire agli utenti abituali di utilizzare scorciatoie;
- Fornire un feedback indicativo;
- Progettare finestre di dialogo per offrire una chiusura: rendere chiaro quando un'azione è terminata;
- Prevenire l'errore o offrire un modo semplice per porvi rimedio;
- Fornire una facile inversione delle azioni, con tasti annulla/cancella;
- Fornire controllo agli utenti;
- Ridurre il carico della memoria a breve termine, fornendo all'utente opzioni fra cui scegliere invece di chiedergli di ricordarsi informazioni da una schermata all'altra.

### Creazione dell'interfaccia
Il design fisico richiede la definizione concreta di questioni dettagliate di progettazione dell'interfaccia, come il design delle schermate, quali icone utilizzare, come strutturare i menu, e così via. Il modo in cui si progettano le interfacce fisiche del prodotto interattivo non deve entrare in conflitto con i processi cognitivi dell'utente che deve svolgere i compiti.
È necessario progettare interfacce che incoraggino l'esplorazione, vincolino e guidino l'utente nella selezione delle azioni appropriate. Gli aspetti principali di questa fase riguardano:
- La progettazione dei menu: se si vuole rendere l'applicazione di semplice utilizzo e in grado di fornire un'interazione soddisfacente per l'utente, si devono considerare alcuni punti importanti: le opzioni di uso più frequente devono essere posizionate nel menu in alto per evitare frequenti lunghi scorrimenti e occorre creare raggruppamenti logici, sulla base degli obiettivi dell'utente.
- La progettazione di icone: devono essere disegnate in modo che gli utenti possano prontamente coglierne il significato e in modo che siano distinguibili le une dalle altre.
- La progettazione del layout dell'interfaccia: riguarda il modo in cui l'attività da svolgere viene suddivisa in diverse schermate e il modo in cui le singole schermate sono presentate,  al fine di rendere l'informazione pertinente disponibile al momento opportuno. Questo significa progettare pagine in cui l'attenzione dell'utente sia immediatamente guidata verso i contenuti principali.

### La valutazione del progetto
Le osservazioni rapide e veloci, in cui il valutatore esamina in modo informale come un prototipo è utilizzato in un ambiente naturale, sono molto utili all'inizio della progettazione. Le sessioni di test di usabilità che seguono rivelano importanti problemi di usabilità, ma non sono sufficienti da soli. Gli studi sul campo sono necessari per vedere come gli utenti utilizzano il sistema. Qualsiasi tipo di valutazione è guidato da un insieme di presupposti e tecniche che costituiscono il paradigma di valutazione (vedi anche Interaction design).
Esiste un framework denominato DECIDE che può aiutare il valutatore inesperto nella pianificazione della sua attività, in base alla seguente checklist:
- Determine gli obiettivi generali che la valutazione persegue
- Explore le specifiche domande alle quali dare risposta
- Choose il paradigma di valutazione e le tecniche per rispondere alle domande
- Identify  le questioni pratiche che devono essere affrontate (es. selezione dei partecipanti)
- Decide come porsi nei confronti di questioni etiche relative alla valutazione
- Evaluate, interpretare e presentare i dati raccolti.

Una tecnica utile per valutare l'usabilità degli ambienti e-learning potrebbe essere quella dei questionari online, che stanno diventando sempre più comuni perché sono molto efficaci per raggiungere in modo facile e veloce una vasta popolazione. Possono essere inviati via posta elettronica o essere disponibili in rete.
Altra valutazione possibile è quella euristica: essa prevede che gli esperti, guidati da una lista di principi di usabilità, giudichino se gli elementi dell'interfaccia utente, come le finestre di dialogo, i menu, la struttura di navigazione, l'online help, sono conformi con questi principi. In particolare le euristiche potrebbero essere utili per definire alcune caratteristiche degli ambienti e-learning:
- Navigazione: evitare le pagine orfane, non connesse alla home page e le pagine lunghe che obbligano allo scorrimento verticale; fornire supporto alla navigazione, con una mappa efficace; evitare menu gerarchici che vadano troppo in profondità; evitare un uso non standardizzato dei colori per indicare i collegamenti ipertestuali; fornire un look&feel per la navigazione e il design dell'informazione consistente.
- Accesso: evitare le URL complesse e lunghi tempi di caricamento che possono infastidire gli utenti
- Design dell'informazione: contribuisce alla comprensione e alla percezione globale del sito da parte dell'utente.

## Conclusioni
Il futuro dell'e-learning dipende in larga misura dai risultati che si dimostrerà di potere raggiungere adottando corsi on line nella didattica. In questa prospettiva è bene iniziare a concentrarsi con sempre maggiore attenzione sui meccanismi e le tecniche che rendono l'esperienza dell'apprendimento on line efficace piuttosto che affascinante. Le interfacce dovrebbero essere progettate per essere semplici, percettivamente salienti ed eleganti, aderire ai principi di usabilità e di design grafico e alle linee-guida ergonomiche.
L'introduzione di una forte componente interattiva nella formazione online è un obiettivo primario e l'orientamento dominante dovrebbe essere proprio la creazione di forme e metodologie di apprendimento ad alto coinvolgimento.